# Mateusz Abramowicz
Mateusz Abramowicz (ur. 8 listopada 1992 w Brzegu Dolnym) – polski piłkarz, grający na pozycji bramkarza. Zawodnik Odry Opole.

## Kariera
Urodzony w Brzegu Dolnym Mateusz Abramowicz rozpoczynał karierę w lokalnym klubie KP Brzeg Dolny. W 2011 roku przez pół roku reprezentował Czarnych Żagań. W tym samym roku przeniósł się do MKS Kluczbork. W 2014 roku został wypożyczony do Termalici, w której nie wystąpił w żadnym oficjalnym spotkaniu. 25 lipca 2014 roku jego kontrakt z MKS Kluczbork został rozwiązany. Do 18 lutego 2015 pozostawał bez klubu, kiedy to podpisał kontrakt z Śląskiem Wrocław. We wrocławskiej drużynie udało mu się zadebiutować w ekstraklasie. Będąc zawodnikiem Śląska łącznie zanotował 10 występów na najwyższym szczeblu rozgrywkowym. W 2016 roku został zawodnikiem GKS Katowice. Po dwóch latach odszedł bez kwoty odstępnego do drużyny Chrobry Głogów. W 2020 roku za darmo przeszedł do niemieckiej drużyny TSV Eintracht Stadtallendorf. 23 lipca 2021 roku został zawodnikiem beniaminka ekstraklasy Miedzi Legnica. Wygrał rywalizacje ze prognozowanym na bramkarza w wyjściowym składzie Pawłem Lenarcikiem, oraz ze ściągniętym w zimowym okienku Stefanosem Kapino. Zaliczył dzięki temu 20 występów w najwyższej polskiej lidze piłkarskiej. Nie pomogło to jego drużynie w utrzymaniu się na tym szczeblu rozgrywkowym.

## Życie prywatne
Ma starszego brata, Dawida, który również jest piłkarzem.